# 山崎茂雄
山崎 茂雄（やまざき しげお、1963年7月16日 - ）は、埼玉県出身の元サッカー選手、サッカー指導者。
2006年、ユース年代での指導が評価され、20年余り勤めた公立学校教員の職を辞しプロの指導者に転身した。

## 選手時代
- 1979年 - 浦和市立浦和南高等学校（現・さいたま市立浦和南高等学校　1982年まで）
- 1981年 - 日本ユース代表（U-18） 代表候補
- 1981年 - 滋賀国体（少年） 準優勝
- 1982年 - 順天堂大学（1986年まで）
- 1985年 - 関東大学選抜
- 1986年 - 埼玉教員SC（現・埼玉SC　1996年まで）

## 指導歴
高校
- 1986年 - 1998年3月 埼玉県立狭山工業高等学校サッカー部監督
- 1998年 - 2006年3月 埼玉県立川越南高等学校サッカー部監督

大学
- 2007年 拓殖大学サッカー部コーチ

国体選抜・県トレセン
- 1997年 - 1998年 埼玉県国体選抜(少年)コーチ
- 2000年 埼玉県U-16トレセンチーフ
- 2001年 埼玉県U-17トレセンチーフ
- 2003年 埼玉県U-16トレセンチーフ
- 2004年 埼玉県U-17トレセンチーフ
- 2005年 埼玉県国体選抜(少年)監督

ナショナルトレセン・
- 2008年 - 2010年 JFAナショナルトレセンコーチ(北海道サブチーフ)
- 2011年 JFAナショナルトレセンコーチ(北海道ユースダイレクター)
- 2011年 - 2012年 A級コーチ養成講習会インストラクター
- 2012年 - 2015年 JFAナショナルトレセンコーチ（東北ユースダイレクター）
- 2008年 - 2015年 B級コーチ養成講習会インストラクター

年代別代表
- 2010年 U-19日本代表アシスタントコーチ
- 2016年 U-21/19東ティモール代表監督

Jリーグ
- 2006年 大宮アルディージャユース監督
- 2017年 - 2018年 松本山雅FCU-18監督
- 2019年 - 松本山雅FCアカデミーテクニカルダイレクター